# Laura Lobo
Laura Fernández Lobo, más conocida como Laura Lobo, (San Fernando, Cádiz, 2 de enero de 1980) es una presentadora de televisión y actriz española.

## Biografía
Gaditana de nacimiento, de La Isla de León. Es licenciada en Historia del Arte y trabajó en la tele local de San Fernando. Al acabar los estudios se trasladó a Sevilla. Allí tuvo la oportunidad de conocer a Paco Lobatón, quien tras ser entrevistado por la gaditana le ofreció trabajar para su productora en un nuevo programa que preparaba para Canal Sur, Expreso noche. También de la mano de Paco Lobatón entró en Antena 3 cómo reportera en el programa Los más buscados.
Ya en 2007, comenzó a trabajar en Andalucía Directo (Canal Sur), donde estuvo casi dos años como reportera en diferentes provincias andaluzas, hasta que en el verano del 2008, comienza a trabajar en El programa de Ana Rosa como reportera y colaboradora de plató. A finales de 2014, decidió abandonar el programa para empezar a formarse cómo actriz, comenzando así sus estudios de teatro. Aun así nunca se ha desvinculado de la televisión, así en verano de 2015 fue elegida para copresentar Pasaporte a la isla, un reality show de Telecinco presentado por Jordi González. 
Laura se convirtió en una de las caras más conocidas relacionadas con el caso de Marta del Castillo, ya que se trasladó a la ciudad hispalense durante meses, desde donde informaba diariamente en directo. Además en 2010 presenta la gala de inauguración de Divinity con Máximo Huerta y en 2011, junto a Boris Izaguirre y Nuria Roca, presentó los programas especiales de la Cibeles Fashion Week. También a destacar su papel como reportera en la Retransmisión especial que realizó Telecinco con motivo de la Coronación del Rey Felipe VI. 
En 2015 participa en la serie Yo quisiera de Divinity donde tiene el papel de Araceli de la Riva.
En septiembre de ese mismo año fue la elegida por Mediaset España para presentar la premier de la última película de Alejandro Amenábar, Regresión. En 2016 siguió con su formación teatral y participó en series como Centro médico de RTVE. 
A finales de 2016 fichó por la Sexta, donde la pudimos ver en los informativos semanales. En enero de 2017 pasó a formar parte del programa Equipo de investigación. Posteriormente la vimos en el programa Más vale tarde. Abandona durante unos meses Atresmedia para viajar a Alemania e Israel. Allí graba el programa Conecta con el mercado para La 2 de Televisión Española.
En noviembre de 2017 vuelve a La Sexta para arrancar el programa de sucesos Expediente Marlasca. Allí Laura se especializa en el Narcotráfico en el Campo de Gibraltar, convirtiéndose en una de las caras más conocidas del programa tanto en la calle como en el plató.
En enero de 2018 comienza a presentar en Canal Sur el programa Verde, blanca y verde junto a Paco Lobatón. En verano de 2018 presentó la sección diaria de Expediente Marlasca en Más vale tarde. De Atresmedia da el salto a TVE y en febrero de 2019 empieza a formar parte del equipo de reporteros de España Directo.
Fue reportera y redactora de Telenoticias de Telemadrid. Entre 2022 y 2023 
En septiembre de 2023, ficha por TVE para comandar la sección de entretenimiento del programa Mañaneros, el programa de Jaime Cantizano en La 1.

## Trayectoria

### Programas de televisión
- Expreso noche como reportera y locutora (2006-2007).
- Los más buscados como reportera (2007).
- Andalucía Directo como reportera (2007-2009).
- El programa de Ana Rosa como corresponsal, reportera y colaboradora (2009-2014).
- Gala de Divinity como presentadora (2010).
- Cibeles Fashion Week como presentadora (2011).
- Pasapalabra como invitada (2015-2016).
- Pasaporte a la isla como copresentadora (2015).
- Gala especial premier Regresión (último film de Alejandro Amenábar) como presentadora (2015).
- La noche en Paz como invitada (2015).
- Equipo de investigación como reportera (2017-2018).
- Expediente Marlasca como reportera y presentadora (2017-2018).
- Verde, Blanca y Verde como presentadora (2018).
- España Directo como reportera (2019-2022).
- Lazos de sangre como colaboradora (2021)
- Las cosas claras como colaboradora (2021)
- Mejor contigo como colaboradora (2021)
- Telenoticias de Telemadrid como reportera y redactora (2022 - 2023)
- Mañaneros como presentadora de la sección de entretenimiento (2023 - actualidad)

### Series de televisión
| Año         | Serie         | Canal                   | Personaje          | Notas        |
| ----------- | ------------- | ----------------------- | ------------------ | ------------ |
| 2015 - 2016 | Yo quisiera   | Divinity                | Araceli de la Riva | 48 episodios |
| 2016        | Centro médico | La 1                    | Sabrina Pereira    | 1 episodio   |
| 2020        | Caronte       | Prime Video y Telecinco |                    | 1 episodios  |

### Programas de radio
- 2020: Malas influencias en Europa FM.